# Prachuap Khiri Khan (stad)
Prachuap Khiri Khan (Thais: ประจวบคีรีขันธ์) is een stad in Centraal-Thailand. Prachuap Khiri Khan is hoofdstad van de provincie Prachuap Khiri Khan en het district Prachuap Khiri Khan. De stad telde in 2000 bij de volkstelling 26.923 inwoners. De Koninklijke Thaise luchtmacht heeft nabij Prachuap Khiri Khan een opleidingsbasis.

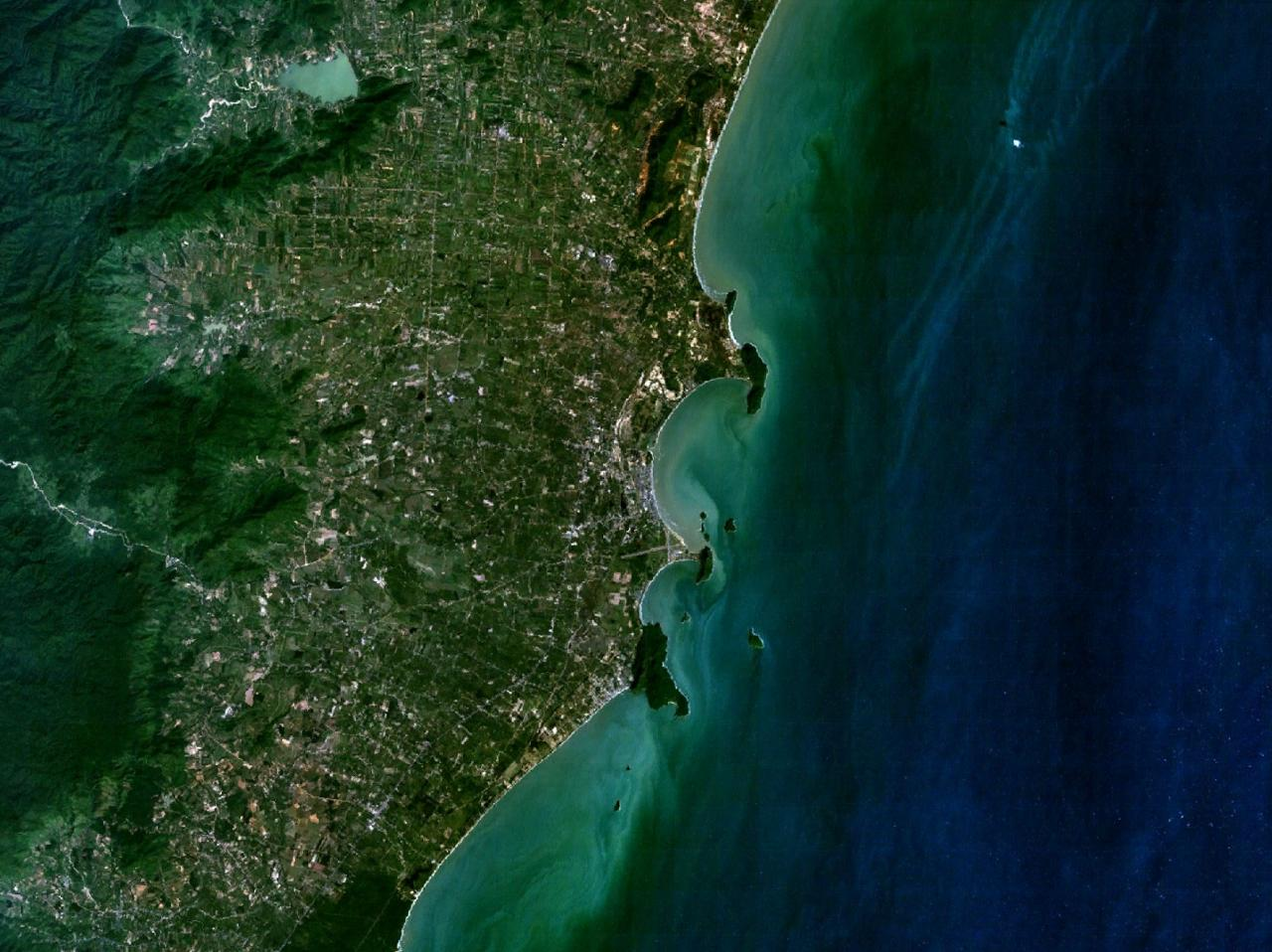
Satellietfoto van Prachuap Khiri Khan en omgeving